# Saihate no Paladin
Saihate no Paladin (最果てのパラディン Saihate no Paradin?), también conocida como The Faraway Paladin, es una serie de novelas ligeras japonesas escritas por Kanata Yanagino e ilustradas por Kususaga Rin. Comenzó a serializarse en línea en mayo de 2015 en el sitio web de publicación de novelas generado por el usuario Shōsetsuka ni Narō. Una adaptación a manga con arte de Mutsumi Okuhashi se ha serializado en línea a través del sitio web Comic Gardo de Overlap desde septiembre de 2017. Una adaptación de la serie al anime de Children's Playground Entertainment se estrenó el 9 de octubre de 2021. Una segunda temporada de OLM y Sunrise Beyond se estrenó el 7 de octubre de 2023. 

## Sinopsis
En una ciudad de los muertos, arruinada hace mucho tiempo y lejos de la civilización humana, vive un solo niño humano. Su nombre es Will, y lo están criando tres muertos vivientes: el robusto guerrero esquelético, Blood; la graciosa sacerdotisa momificada, María; y el hechicero espectral cascarrabias, Gus. Los tres vierten amor en el niño y le enseñan todo lo que saben.
Pero un día, Will comienza a preguntarse: "¿Quién soy yo?" Will debe desentrañar los misterios de la lejana tierra de este hombre muerto y desenterrar los pasados secretos de los no-muertos. Debe aprender el amor y la misericordia de los buenos dioses, y el fanatismo y la locura de los malos. Y cuando lo sepa todo, el niño dará su primer paso en el camino para convertirse en paladín.
"Te lo prometí. Tomará un tiempo, pero te contaré todo. Esta es la historia de la muerte de muchos héroes. Es la historia de cómo morimos, y es la razón por la que creciste aquí".

## Personajes
William G. Maryblood (ウィリアム・G・マリーブラッド Wiriamu G Marīburaddo?)
 Seiyū: Maki Kawase, Shōya Chiba (adulto), Diego Becerril (español latino)
Blood (ブラッド Buraddo?)
 Seiyū: Katsuyuki Konishi, Raúl Solo (español latino)
Mary (マリー Marī?)
 Seiyū: Yui Horie, Rosa María Martínez (español latino)
Gus (ガス Gasu?)
 Seiyū: Nobuo Tobita, Andrés García (español latino)
Menel (メネル Meneru?)
 Seiyū: Ayumu Murase, Fernando Moctezuma (español latino)
Gracefeel (グレイスフィール Gureisufīru?)
 Seiyū: Aoi Yūki, Adriana Romero (español latino)
Stagnate (スタグネイト Sutaguneito?)
 Seiyū: Hiroki Takahashi, René García (español latino)
Tonio (トニオ Tonio?)
 Seiyū: Kōji Yusa, Eduardo Ménez (español latino)
Robina Goodfellow (ロビィナ・グッドフェロー Robiina Guddoferō?)
 Seiyū: Eri Suzuki, Paola García (español latino)
Reystov (レイストフ Reisutofu?)
 Seiyū: Kenji Nomura, Igor Cruz (español latino)
Bagley (バグリー Bagurī?)
 Seiyū: Minoru Inaba, Paco Mauri (español latino)
Ethelbald (エセルバルド Eserubarudo?)
 Seiyū: Atsushi Tamaru, Fabián Rétiz (español latino)

## Contenido de la obra

### Novela ligera
La serie está escrita por Kanata Yanagino e ilustrada por Kususaga Rin. Comenzó a serializarse en línea en mayo de 2015 en el sitio web de publicación de novelas generado por el usuario Shōsetsuka ni Narō. Posteriormente fue adquirido por Overlap, que ha publicado cinco volúmenes desde marzo de 2016 bajo su sello Overlap Bunko. J-Novel Club obtuvo la licencia de la serie para su publicación en inglés.

#### Lista de volúmenes
| Volúmenes de novelas ligeras publicadas | Volúmenes de novelas ligeras publicadas | Volúmenes de novelas ligeras publicadas                                |
| Número                                  | Fecha de lanzamiento                    | ISBN                                                                   |
| --------------------------------------- | --------------------------------------- | ---------------------------------------------------------------------- |
| 1                                       | 25 de marzo de 2016                     | ISBN 978-4-86554-104-5                                                 |
| 2                                       | 25 de julio de 2016                     | ISBN 978-4-86554-137-3                                                 |
| 3                                       | 25 de diciembre de 2016                 | ISBN 978-4-86554-176-2 (Volumen I) ISBN 978-4-86554-177-9 (Volumen II) |
| 4                                       | 25 de septiembre de 2017                | ISBN 978-4-86554-256-1                                                 |

### Manga
Una adaptación a manga con arte de Mutsumi Okuhashi se ha serializado en línea a través del sitio web Comic Gardo de Overlap desde septiembre de 2017. Se ha recopilado en once volúmenes de tankōbon. J-Novel Club también lo publica en inglés.

#### Lista de volúmenes
| Volúmenes de manga publicados | Volúmenes de manga publicados | Volúmenes de manga publicados |
| Número                        | Fecha de lanzamiento          | ISBN                          |
| ----------------------------- | ----------------------------- | ----------------------------- |
| 1                             | 25 de marzo de 2018           | ISBN 978-4-86-554334-6        |
| 2                             | 25 de octubre de 2018         | ISBN 978-4-86-554411-4        |
| 3                             | 25 de abril de 2019           | ISBN 978-4-86-554486-2        |
| 4                             | 25 de octubre de 2019         | ISBN 978-4-86-554565-4        |
| 5                             | 25 de mayo de 2020            | ISBN 978-4-86-554671-2        |
| 6                             | 25 de noviembre de 2020       | ISBN 978-4-86-554795-5        |
| 7                             | 25 de abril de 2021           | ISBN 978-4-86-554899-0        |
| 8                             | 25 de septiembre de 2021      | ISBN 978-4-82-400010-1        |
| 9                             | 25 de marzo de 2022           | ISBN 978-4-82-400140-5        |
| 10                            | 25 de octubre de 2022         | ISBN 978-4-82-400321-8        |
| 11                            | 25 de abril de 2023           | ISBN 978-4-82-400482-6        |

### Anime
Se anunció una adaptación de la serie al anime el 17 de abril de 2021. La serie está animada por Children's Playground Entertainment y dirigida por Yuu Nobuta, con Tatsuya Takahashi supervisando los guiones de la serie, Koji Haneda diseñando los personajes y Ryūichi Takada y Keigo Hoashi de MONACA componiendo la música. Se estrenó el 9 de octubre de 2021 en Tokyo MX, AT-X y BS NTV. H-el-ical// interpreta el tema de apertura de la serie "The Sacred Torch", mientras que Nagi Yanagi interpreta el tema de cierre de la serie "Shirushibi". Crunchyroll tiene la licencia de la serie. El 28 de octubre de 2021, Crunchyroll anunció que la serie recibió un doblaje tanto en inglés como en español, que se estrenó el 27 de noviembre de 2021.
El 25 de diciembre de 2021 se anunció que una segunda temporada estaba en producción. Está producida por OLM y Sunrise Beyond, con Akira Iwanaga dirigiendo la temporada y Tatsuya Arai diseñando los personajes junto a Koji Haneda. Titulada Saihate no Paladin: Tetsusabi no Yama no Ō, se estrenó el 7 de octubre de 2023. El tema de apertura es «Meika» (命火?), interpretado por Nagi Yanagi, mientras que el tema de cierre es «Puzzle» (パズル Pazuru?), interpretado por Kotoko. Crunchyroll obtuvo la licencia de la segunda temporada fuera de Asia.